# Balmalloch
Balmalloch ist eine Megalithanlage des Typs Bargrennan Tomb. Sie liegt im Weiler Bellamore, nördlich von Barrhill im Süden von South Ayrshire in Schottland. Von den nur 14 Exemplaren dieses Typs befindet sich die Mehrzahl in Dumfries and Galloway. Namensgebend für die Gruppe, deren Merkmal ein Passage Tomb im Rundhügel ist, war der White Cairn von Bargrennan.
Balmalloch ist ein gestörter und teilweise beraubter Rundhügel, der wie viele Bargrennan Tombs auf einer kleinen Anhöhe liegt. Der nicht überwachsene Cairn, aus eckigen Steinen, ist etwa 2,4 m hoch und hat 17,0 bis 18,0 m Durchmesser. Der Rand ist, ausgenommen im Osten, klar erkennbar. Zwei Kammern, die eine im Osten, die andere im Norden, sind vorhanden, wobei keine Zugänge erhalten sind. Auf der Südwestseite könnte eine weitere Kammer liegen. Obwohl verschiedene Eintiefungen in der Oberfläche des Hügels liegen, wurde er nicht ausgegraben.
In der Nähe liegt das Bargrennan Tomb Bencallen Hill.